# Moulon (Yèvre)
Der Moulon ist ein Fluss in Frankreich, der im Département Cher in der Region Centre-Val de Loire verläuft. Er entspringt im Gemeindegebiet von Menetou-Salon, entwässert generell in südwestlicher Richtung und mündet nach rund 25 Kilometern im Gemeindegebiet von Bourges als rechter Nebenfluss in die Yèvre.

## Orte am Fluss
(Reihenfolge in Fließrichtung)
- Menetou-Salon
- Saint-Georges-sur-Moulon
- Les Coillards, Gemeinde Saint-Martin-d’Auxigny
- Fussy
- Bourges